# Andělská Hora (district de Bruntál)
Pour les articles homonymes, voir Andělská Hora.
Andělská Hora (en allemand : Engelsberg ; en polonais : Aniełska Góra) est une ville du district de Bruntál, dans la région de Moravie-Silésie, en République tchèque. Sa population s'élevait à 378 habitants en 2024.

## Géographie
Andělská Hora se trouve à 10 km au nord-nord-ouest de Bruntál, à 69 km à l'ouest-nord-ouest d'Ostrava et à 211 km à l'est de Prague.
La commune est limitée par Ludvíkov au nord-ouest, par Vrbno pod Pradědem au nord-est et à l'est, et par Světlá Hora au sud et au sud-ouest.

## Histoire
Engelsberg a été fondé en 1540 et a reçu l'autonomie urbaine en 1553.

## Patrimoine
Patrimoine religieux

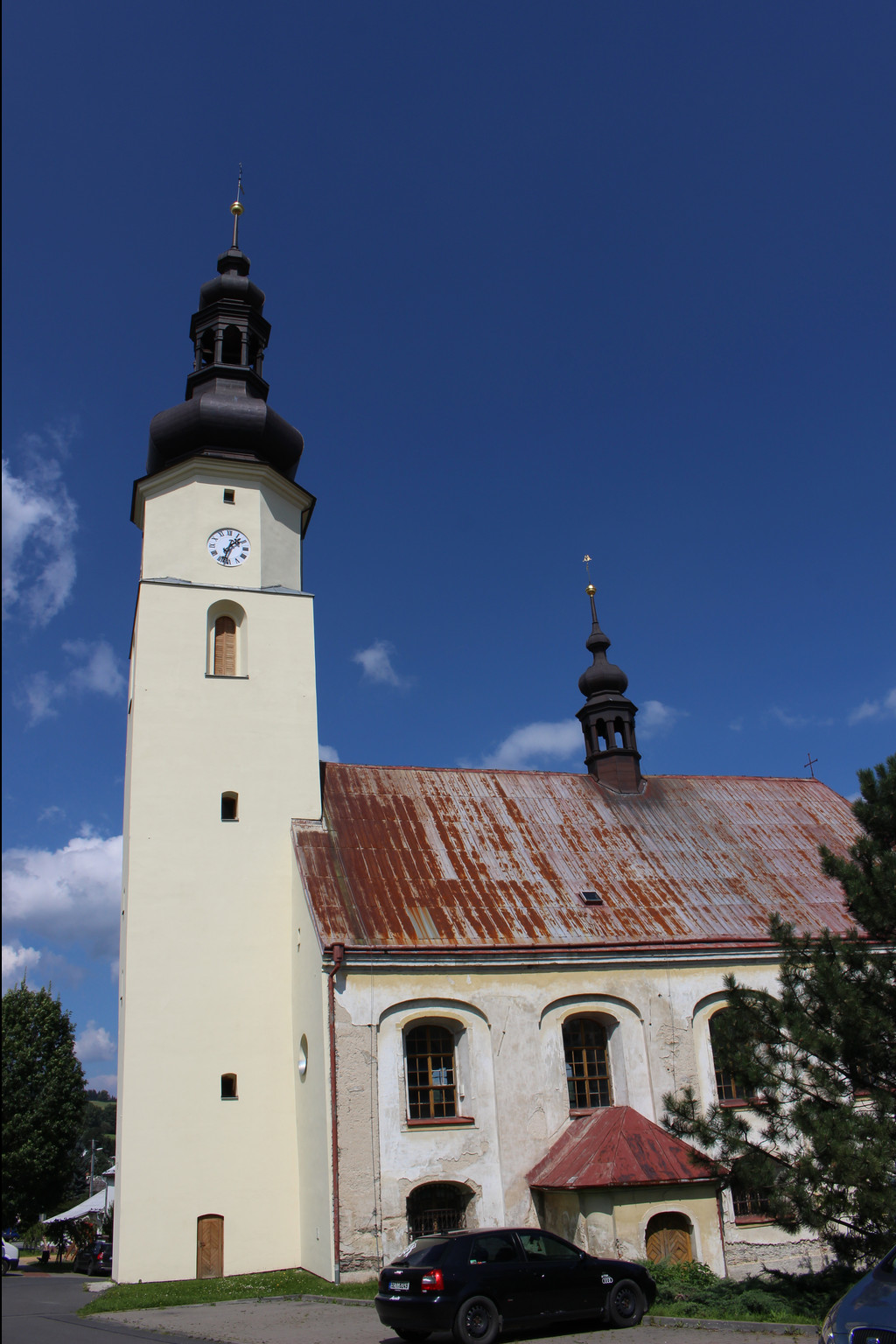
Église de la Nativité.
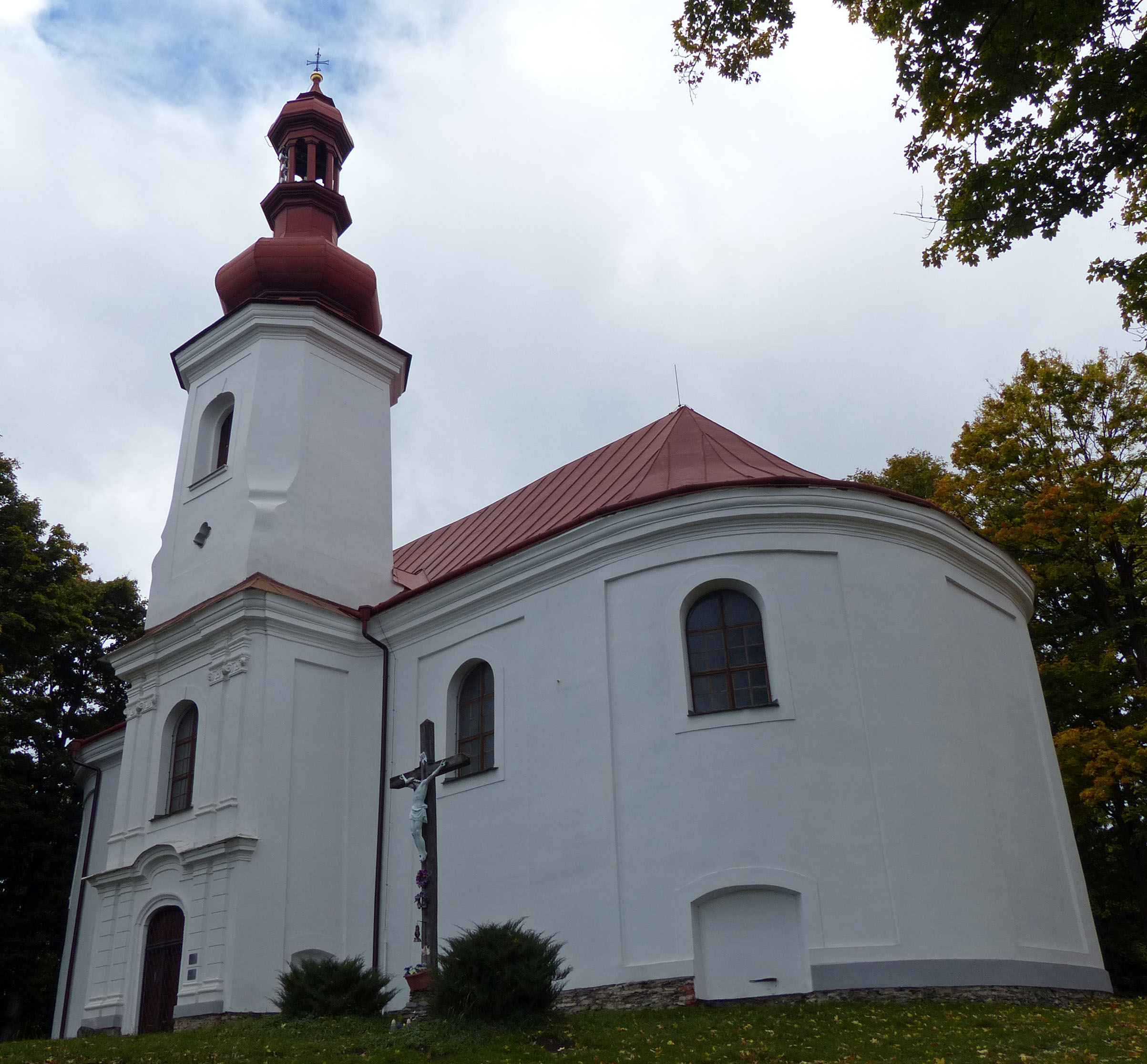
Église Sainte-Anne.

## Transports
Par la route, Andělská Hora se trouve à 11 km de Bruntál, à 88 km d'Ostrava et à 291 km de Prague.